# Свято-Троїцька церква (Поніно)
Свя́то-Тро́їцька це́рква — колишня церква в селі Поніно Глазовського району Удмуртії, Росія.

## Заснування
Перший опис церкви був здійснений в 1908 році В.Шабаліним, де вказано, що дерев'яна Троїцька церква була збудована за наказом Казанського архімандрита Свіязького Богородського монастиря Сільвестра 1745 року на честь архангела Михаїла в 1750 році. Освячена вона була 19 червня того ж року. Першими священиками були російські місіонери. В Кліровій відомості Хлиновського повіту за 1752 рік значаться імена перших священнослужителів з 6 родин: піп Мина Михайлов син Фоміних, піп Тимофій Федоров син Малгінів, 2 дяки та 2 пономаря. На початку XIX століття кількість родин збільшилась з 6 до 12. В 1811 році внаслідок прохання парафіян почалось будівництво кам'яної церкви. 24 березня була підписана резолюція Преосвященного Гедеона про будівництво храму.
Договір про будівництво церкви був підписаний 11 лютого 1812 року з Федором Гавриїловичем Тюриним, майстром з Нижньогородської губернії.